# Санти-Пьетро-э-Паоло-д’Агро
Санти-Пьетро-э-Паоло-д’Агро (итал. Santi Pietro е Paolo d'Agrò — святых Петра и Павла в Агро) — бывшая монастырская базилианская церковь в окрестностях Казальвеккьо-Сикуло (провинция Мессина, Сицилия). В своём нынешнем виде построена в 1172 году и более не перестраивалась. Важнейший памятник арабо-норманнского стиля.

## Расположение
Церковь святых апостолов Петра и Павла находится в горах Пелоритани, в долине реки Агро, в 3 километрах от Казальвеккьо-Сикуло. Ближайшие населённые пункты — Казальвеккио-Сикуло, Сант-Алессио-Сикуло, Савока, Санта-Тереза-ди-Рива. Из-за сложной транспортной доступности остаётся малоизвестным памятником. После реставрационных работ открыта для посещения; периодически клириками из соседнего Казальвеккио-Сикуло здесь совершаются мессы.

## История
Местные предания относят возникновение первоначального греческого монастыря в долине Агро к 560 году, а его разрушение — ко времени арабского завоевания.
Возобновление монастыря в честь Петра и Павла датируется 1116—1117 годами. Об обстоятельствах восстановления обители рассказывается в сохранившемся дарственном акте графа Рожера II (1116 год), хранящемся в Ватиканской библиотеке (Ватиканский кодекс 8201). Существует подлинный акт на греческом языке и его перевод на латынь, выполненный Константином Ласкарисом в 1478 году. Согласно тексту дарственной, к графу Рожеру II, проезжавшему из Мессины в Палермо и остановившемся в замке Сант'Алессио-Сикуло, обратился местный греческий монах Герасим с просьбой о восстановлении обители святых Петра и Павла «in fluvio Agrilae» (в долине Агро). Как и его отец Рожер I, граф благоволил греческим монахам, дал разрешение на устройство монастыря и выделил для этого определённые денежные средства. Новому монастырю была передана феодальная власть над близлежащей деревней Vicum Agrilae (Казальвеккьо-Сикуло) с правом судить и наказывать крестьян (за исключением дел об убийстве, которые должны были передаваться на рассмотрение курии), взимать с них определённые актом подати (десятину с поголовья свиней и коз, а также по паре куриц на Рождество и Пасху). Монастырю также даровалось право взимать с рыбаков Оливери ежегодно восемь бочек тунца. Кроме того, все продукты, передававшиеся монастырю, не облагались налогами и акцизами. Настоятель Санти-Пьетро-э-Паоло-д’Агро получил, тем самым, положение, равное среднему норманнскому барону.

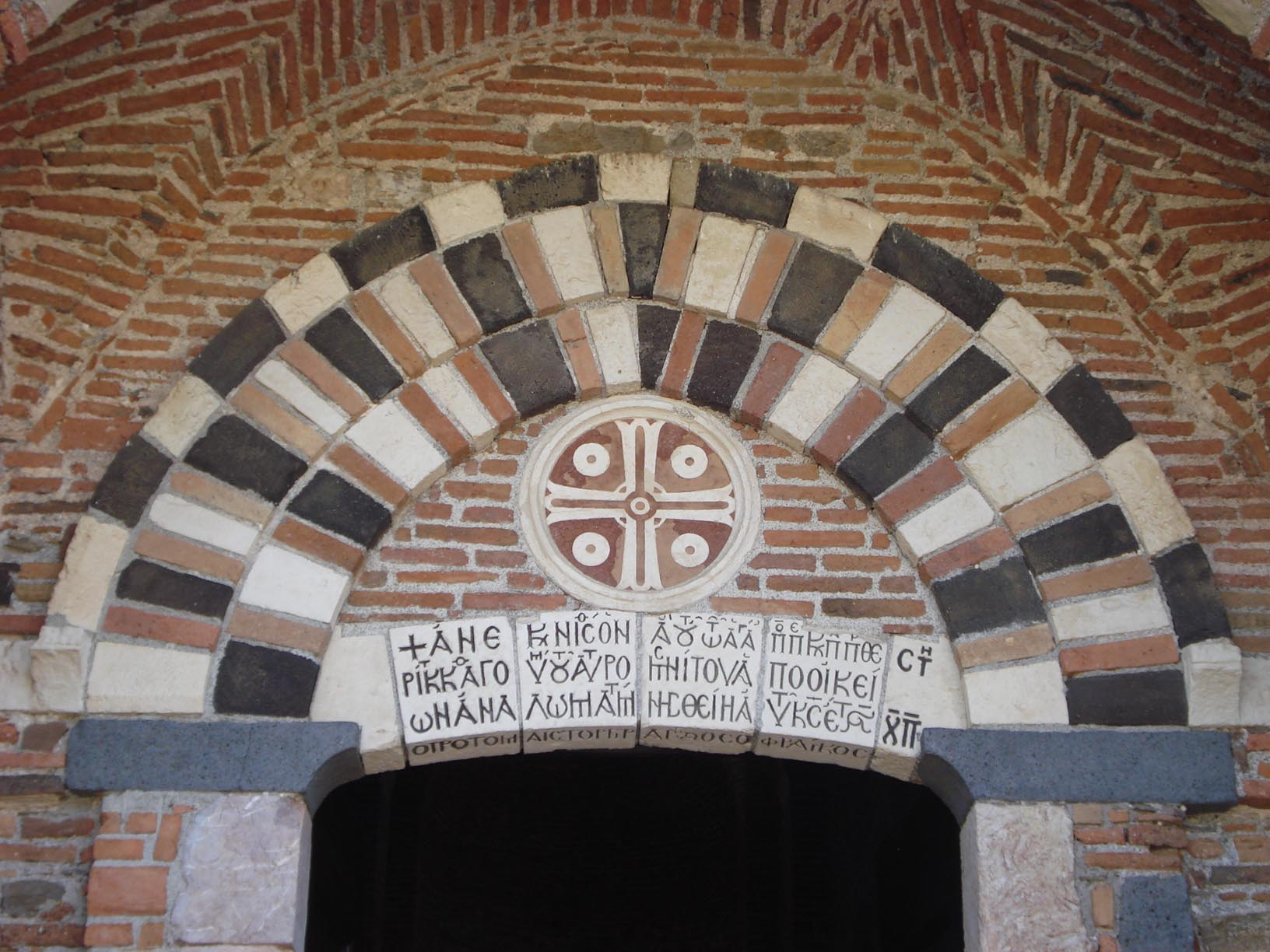
Греческий крест и памятная надпись о постройке церкви

Построенный при Рожере II монастырь был разрушен землетрясением 1169 года и вновь отстроен в 1172 году. Над входом в монастырскую церковь сохранилась греческая надпись с именами настоятеля, на средства которого была осуществлена постройка, и архитектора: «Храм во имя святых апостолов Петра и Павла был восстановлен Феостериктом, аббатом из Таормины, на его собственные средства. Да помянет его Господь. 6680 год. Строитель — Герард Франк». После этой даты монастырская церковь ни разу не перестраивалась, сохранив тем самым свой подлинный облик XII века.
Помимо Герасима и Феостерикта сохранились имена ещё 26 аббатов Санти-Пьетро-э-Паоло-д’Агро. Среди них были два будущих кардинала: Виссарион (сохранились его подписи в актах сицилийского парламента 1449 года; получил шапку при Николае V) и Николо Джудиче (получил шапку при Бенедикте XIII 11 июня 1725 года). Несмотря на своё богатство и влияние, монастырь никогда не был крупным: сохранившиеся архивные данные за 1328 и 1336 годы сообщают о семи и десяти насельниках соответственно.
Санти-Пьетро-э-Паоло-д’Агро изначально был греческим монастырём византийского обряда. С 1131 года он, как и все сицилийские монастыри византийского обряда, был административно подчинён архимандриту мессинского монастыря Святого Спасителя (Сантиссимо-Сальваторе). В 1579 году византийские монастыри Сицилии вошли во вновь созданный орден василиан. В последующие годы василианские монастыри Италии, за исключением Гроттаферраты и Меццоюзо, перешли на римский обряд, несмотря на официальные запреты пап Климента XI и Бенедикта XIV. Точная дата перехода Санти-Пьетро-э-Паоло-д’Агро на римский обряд остаётся неизвестной из-за отсутствия соответствующих архивных данных.

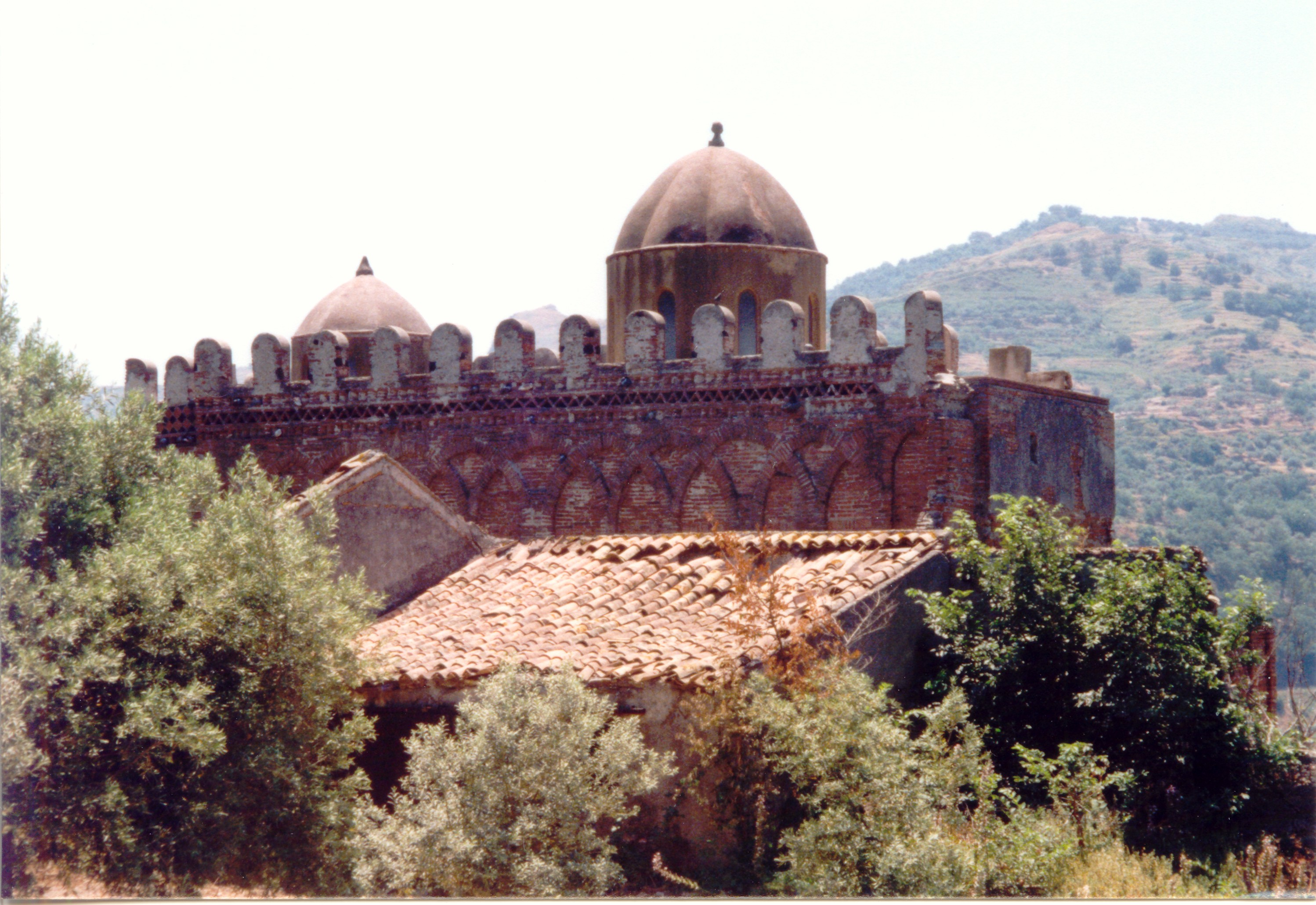
Вид на церковь с соседнего холма (видны типично арабские купола)

В 1784 году Тануччи, премьер-министр Неаполитанского королевства, закрыл большинство василианских монастырей в континентальной части королевства. Сицилийские василианские обители, включая Санти-Пьетро-э-Паоло-д’Агро, были сохранены. Но в 1794 году насельники монастыря обратились к королю Фердинанду III с просьбой разрешить им из-за нездорового климата местности и эпидемий переехать в Мессину. Просьба была удовлетворена, и в 1794 году монахи переместились в Мессину. Монастырь Санти-Пьетро-э-Паоло-д’Агро был заброшен.
В последующие годы церковь и здания бывшего монастыря находились в частном владении. В течение долгого времени в церкви был устроен амбар. Только в 1920-е годы исследователи обратили внимание на находящийся в запустении памятник арабо-норманнского стиля. Церковь была выкуплена государством у прежних владельцев. В 1960-е годы была проведена реставрация церкви, после чего она была вновь открыта для проведения богослужений.

## Описание

### Внешний вид

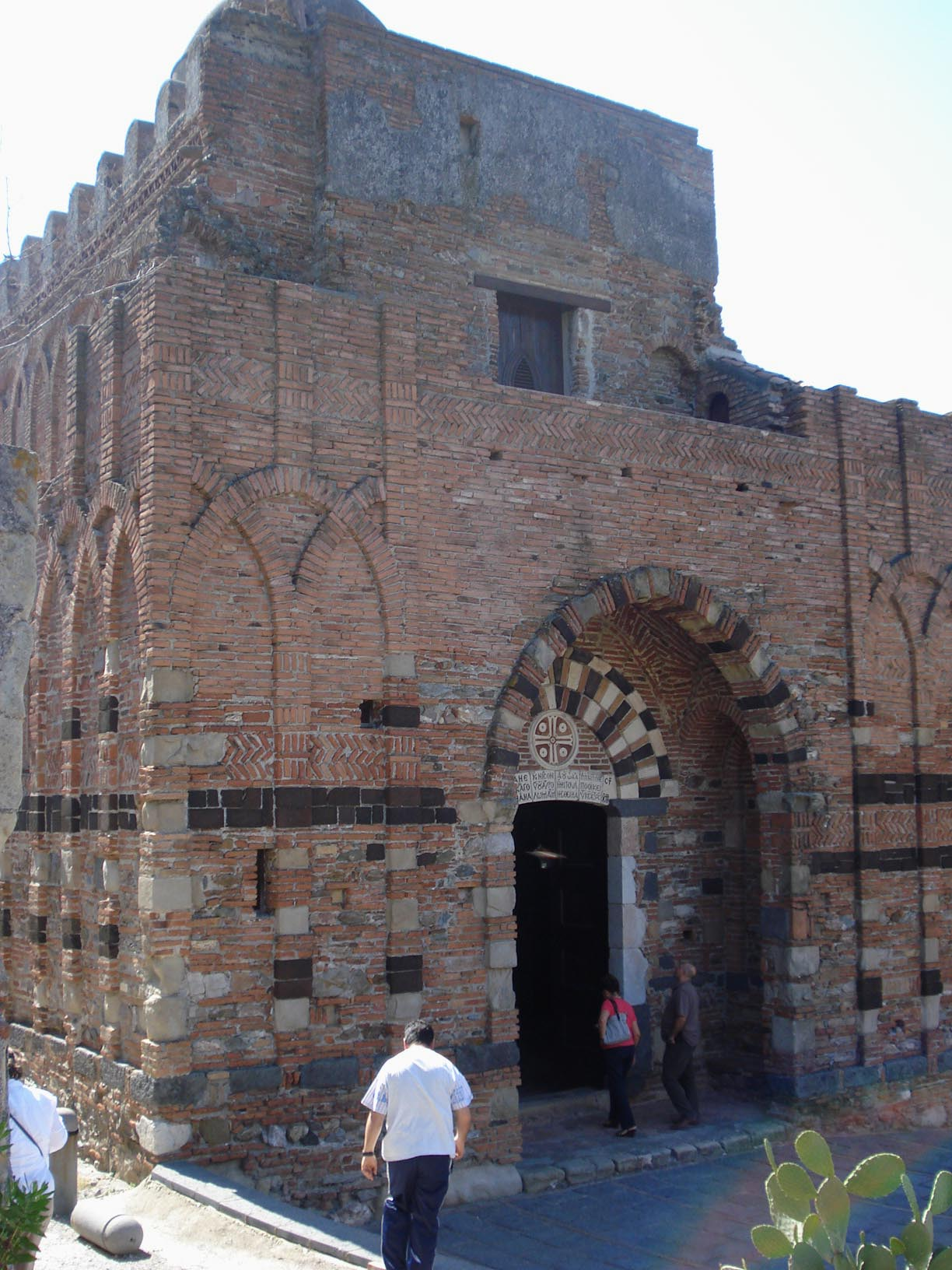
Западный фасад

Церковь Санти-Пьетро-э-Паоло-д’Агро является характерным памятником арабо-норманнского стиля, впитавшего в себя черты романской, норманнской, византийской и арабской архитектур. Большинство других, более известных памятников арабо-норманнского стиля (соборы в Палермо, Монреале, Чефалу, палермские церкви и дворцы), неоднократно достраивались, перестраивались в последующие века, из-за чего в их облике переплелись черты различных эпох и стилей. Благодаря тому, что церковь Санти-Пьетро-э-Паоло-д’Агро ни разу не перестраивалась с 1172 года, она представляет собой очень редкий подлинный образец сицилийской архитектуры XII века.

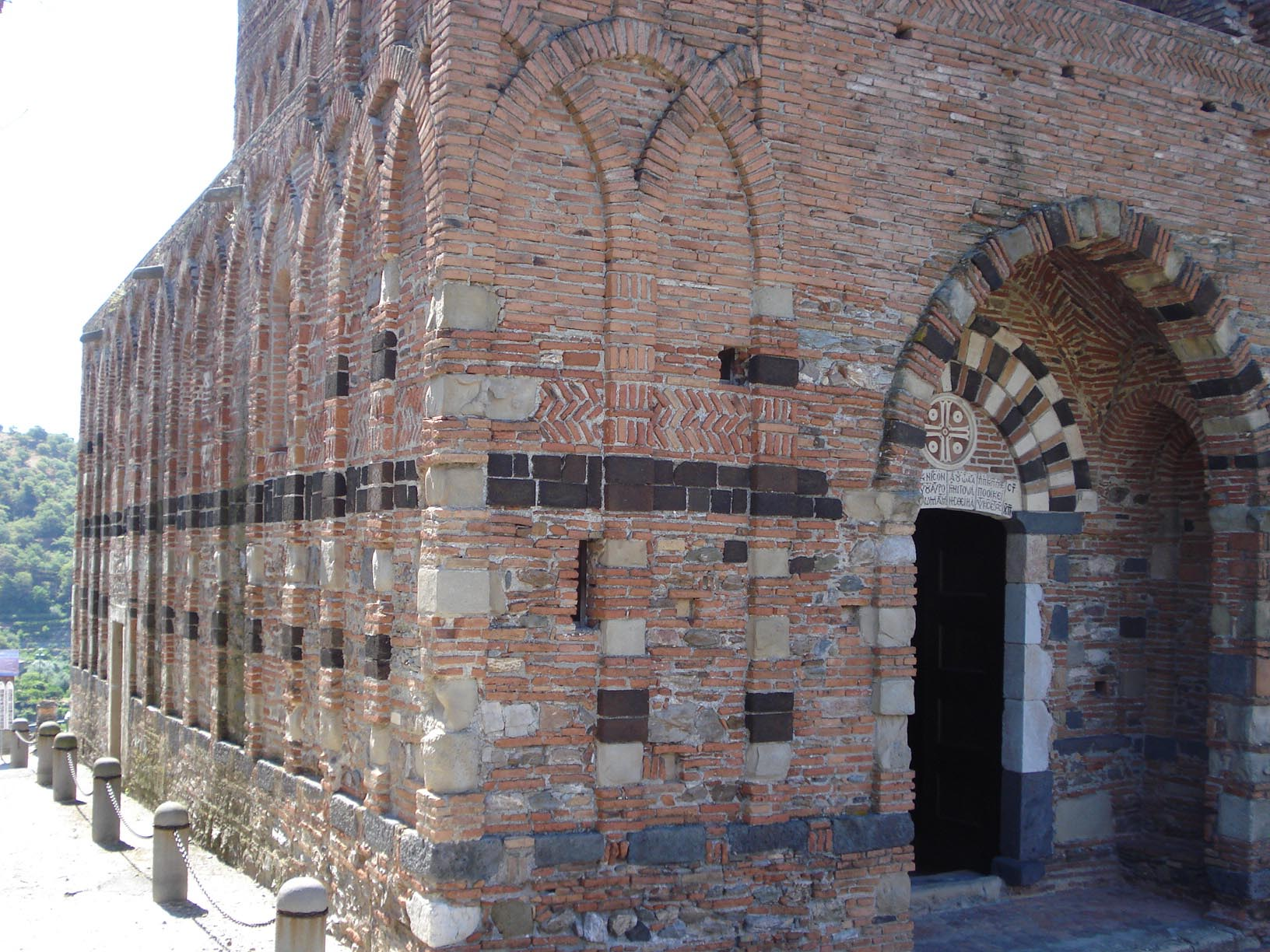
Арабо-норманнские ложные арки (северный фасад)

Церковь расположена на вершине одного из холмов в долине Агроном. Такое размещение и некоторые характерные черты (каменные зубцы на кровле, узкие окна-бойницы) указывают на то, что строители предполагали, что храм одновременно строился как фортификационное сооружение. Схожие типично норманнские черты храма-крепости можно видеть в соборах Монреале и Чефалу.
Храм представляет собой типичное для норманнской Сицилии сочетание трехнефной романской базилики и греческой церкви с тремя апсидами (в разных сочетаниях такую конструкцию имеют соборы Монреале и Чефалу, Палатинская капелла). В соответствии с византийской традицией ось храма ориентирована строго по оси запад-восток.

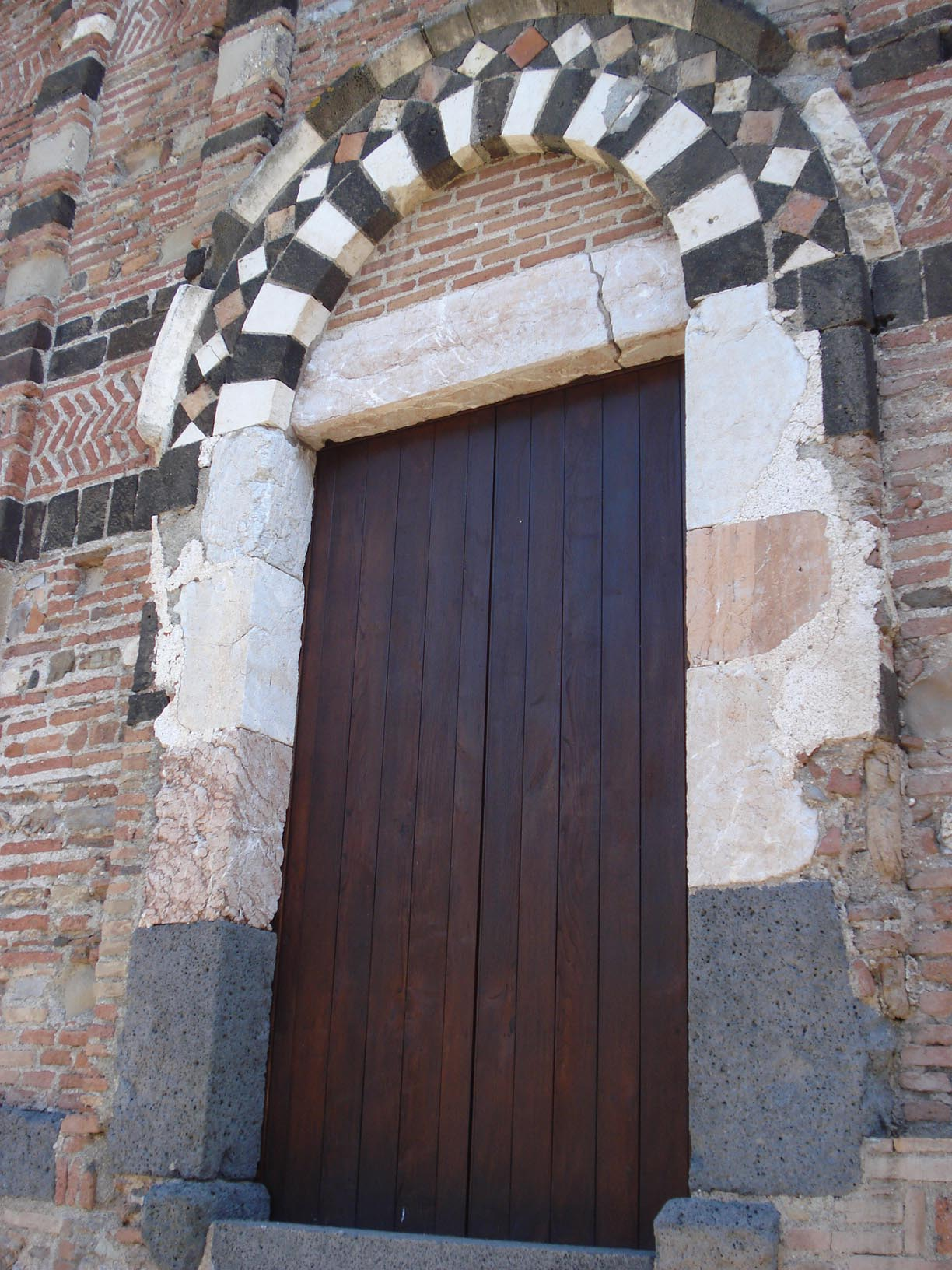
Южный портал

Внешне церковь представляет собой параллелепипед, над центральной частью которого надстроен параллелепипед меньшего размера (соответствует в плане главному нефу), который в свою очередь украшен полусферическими арабскими куполами. Подобную конструкцию на Сицилии имеет палермская церковь Сан-Катальдо, а за пределами острова схожие церкви и мечети можно видеть в Апулии, островной Греции, Магрибе, Египте и на Кипре. Исследователи видят в такой конструкции арабское влияние. До настоящего времени сохранились два купола, места ещё двух отчётливо видны. Купола размещены вдоль главной оси здания.

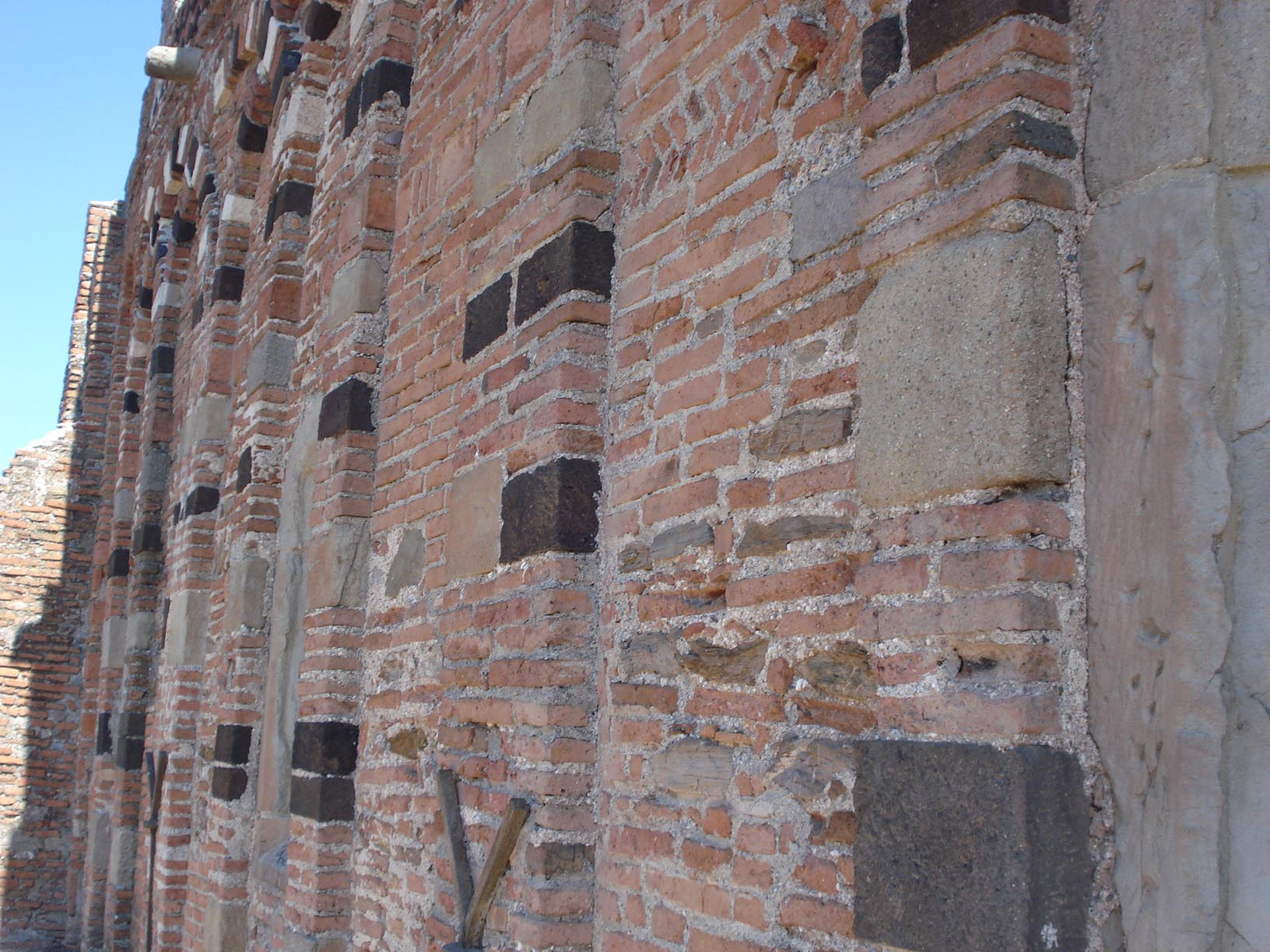
Кирпичные узоры и ложные арки (северная стена)

Здание построено из местного кирпича трёх разных цветов — красного, белого и чёрного. Их прихотливое сочетание в кладке являются отличительной особенностью храма. По всему периметру здание украшено переплетающимися ложными арками из кирпича. Такие арки являются характерной чертой арабо-норманнского стиля, их лучшие образцы можно видеть в апсидах соборов Палермо и Монреале. Сохранились два оригинальных портала: западный (главный вход) и южный, вписанные в ложные арки из белого и чёрного кирпича. Над главным входом выполнена инкрустация в виде греческого креста и помещена греческая надпись с именами строителей храма и годом постройки (1172): «Храм во имя святых апостолов Петра и Павла был восстановлен Феостериктом, аббатом из Таормины, на его собственные средства. Да помянет его Господь. 6680 год. Строитель — Герард Франк»

### Интерьер

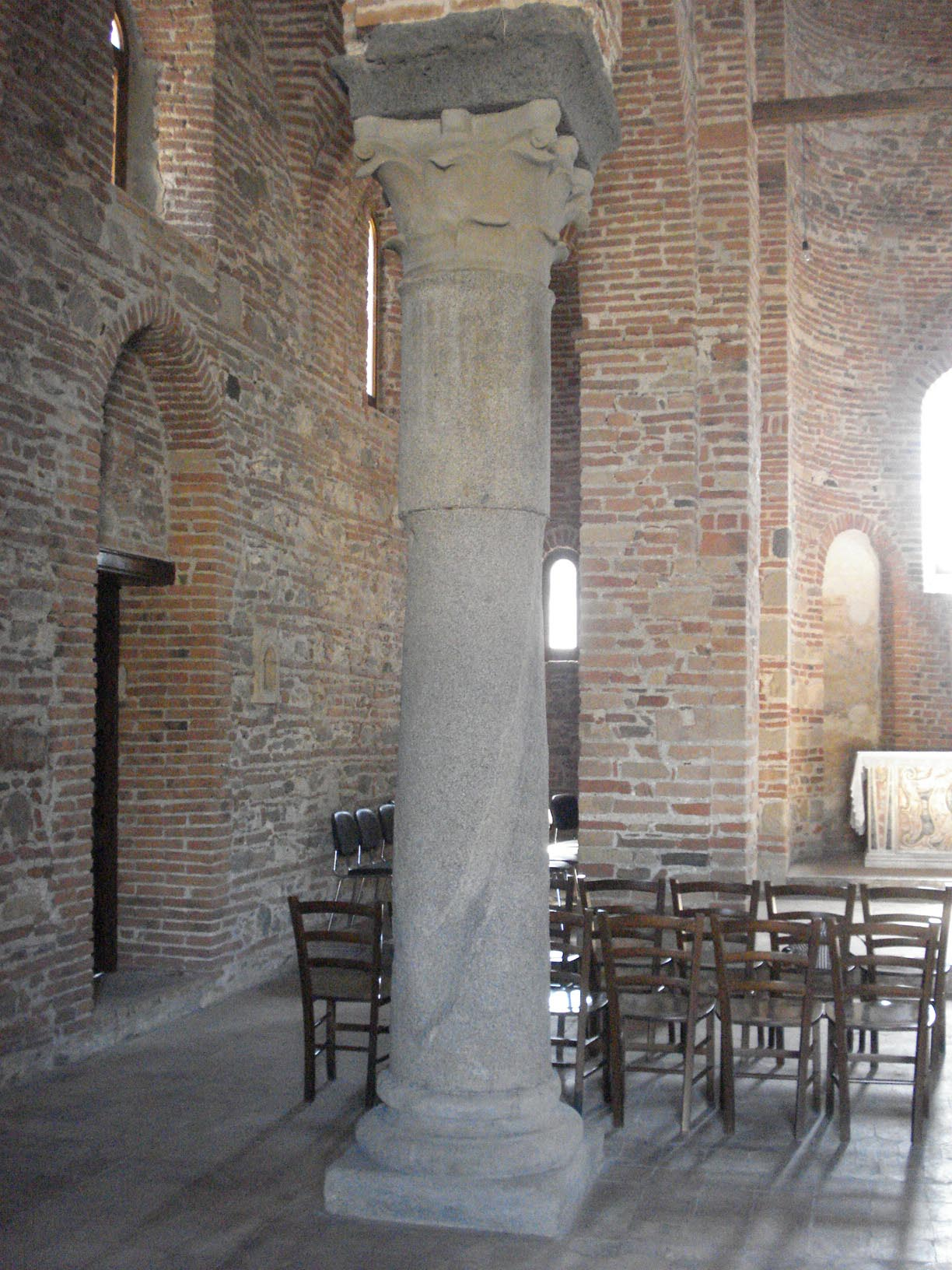
Северо-восточная колонна

Санти-Пьетро-э-Паоло-д’Агро в плане представляет собой сочетание трехнефной романской базилики и греческой церкви с тремя апсидами. Главный неф значительно выше боковых и отделён от каждого из них одним кирпичным пилоном и двумя мраморными колоннами. Все четыре колонны являются сборными, отличаются друг от друга, а их габариты не соответствует высоте храма, в связи с чем они дополнены каменной вставкой поверх капители. Пара пилонов и две пары колонн разделяют главного нефа на четыре части, над каждой из них был сооружён купол. До настоящего времени сохранились два купола.
Единственным элементом декора стен является сложное сочетание красного, белого и чёрного кирпичей. Следов возможных мозаик или фресок исследователями не обнаружено.
В соответствии с византийской традицией храм имеет три апсиды: алтарь, диаконник и жертвенник. Алтарной перегородки или иконостаса не сохранилось. В связи с возобновлением богослужений по римскому обряду в центральной апсиде установлен полихромный барочный алтарь. В диаконнике одним из прежних владельцев церкви Лучано Кризафулли был обустроен семейный склеп.

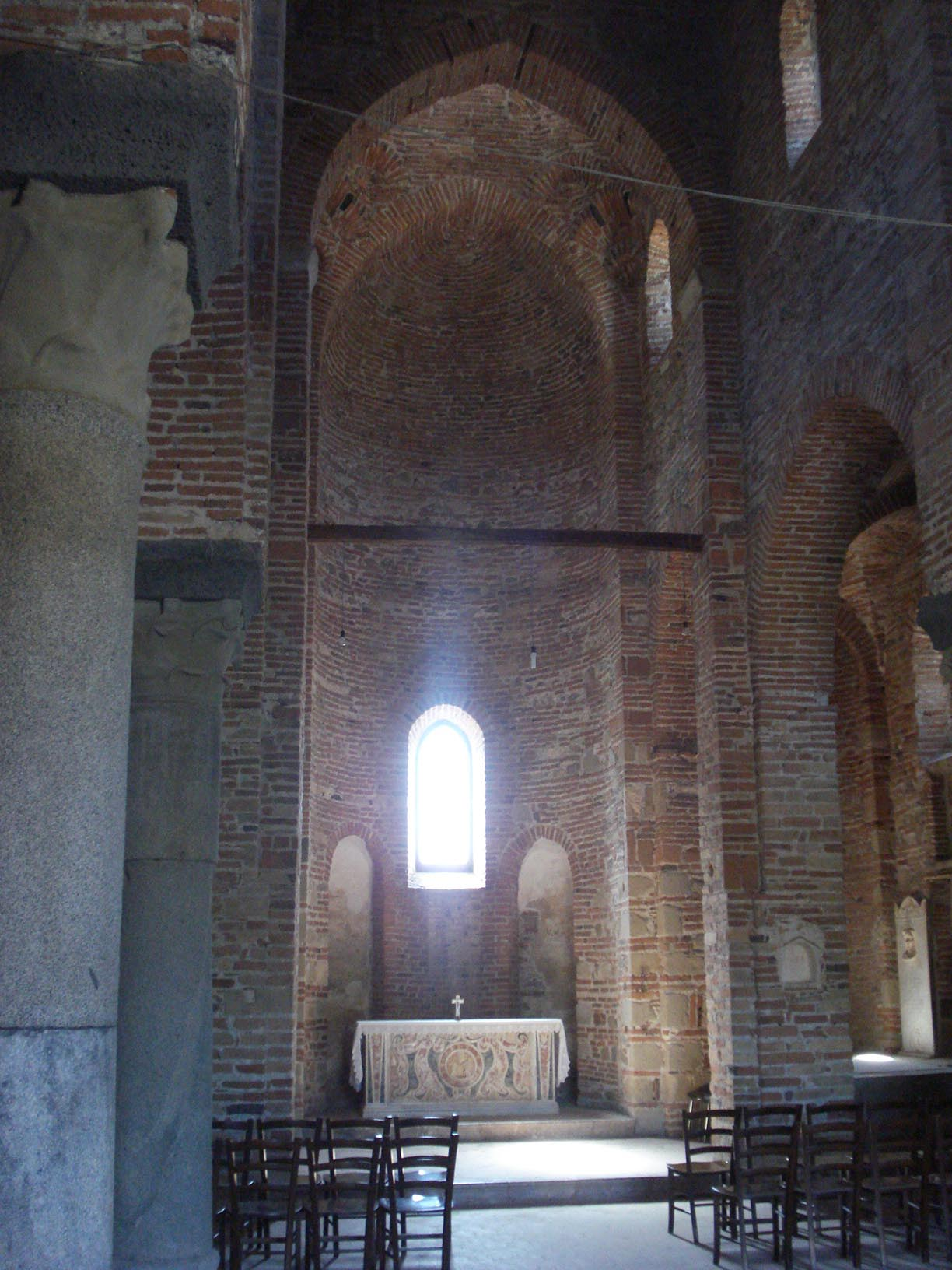
Главный неф и алтарь
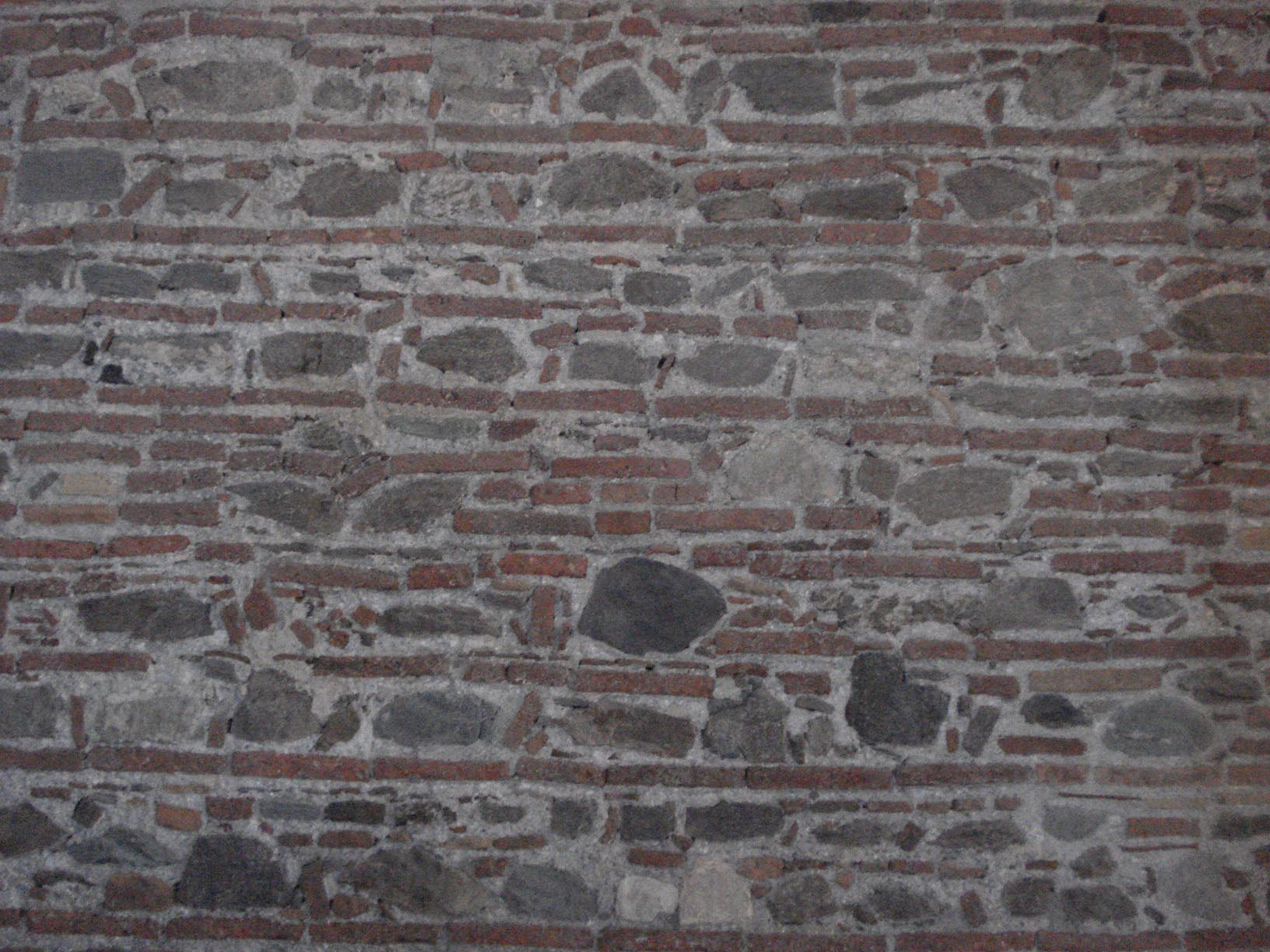
Кирпичные узоры на южной стене
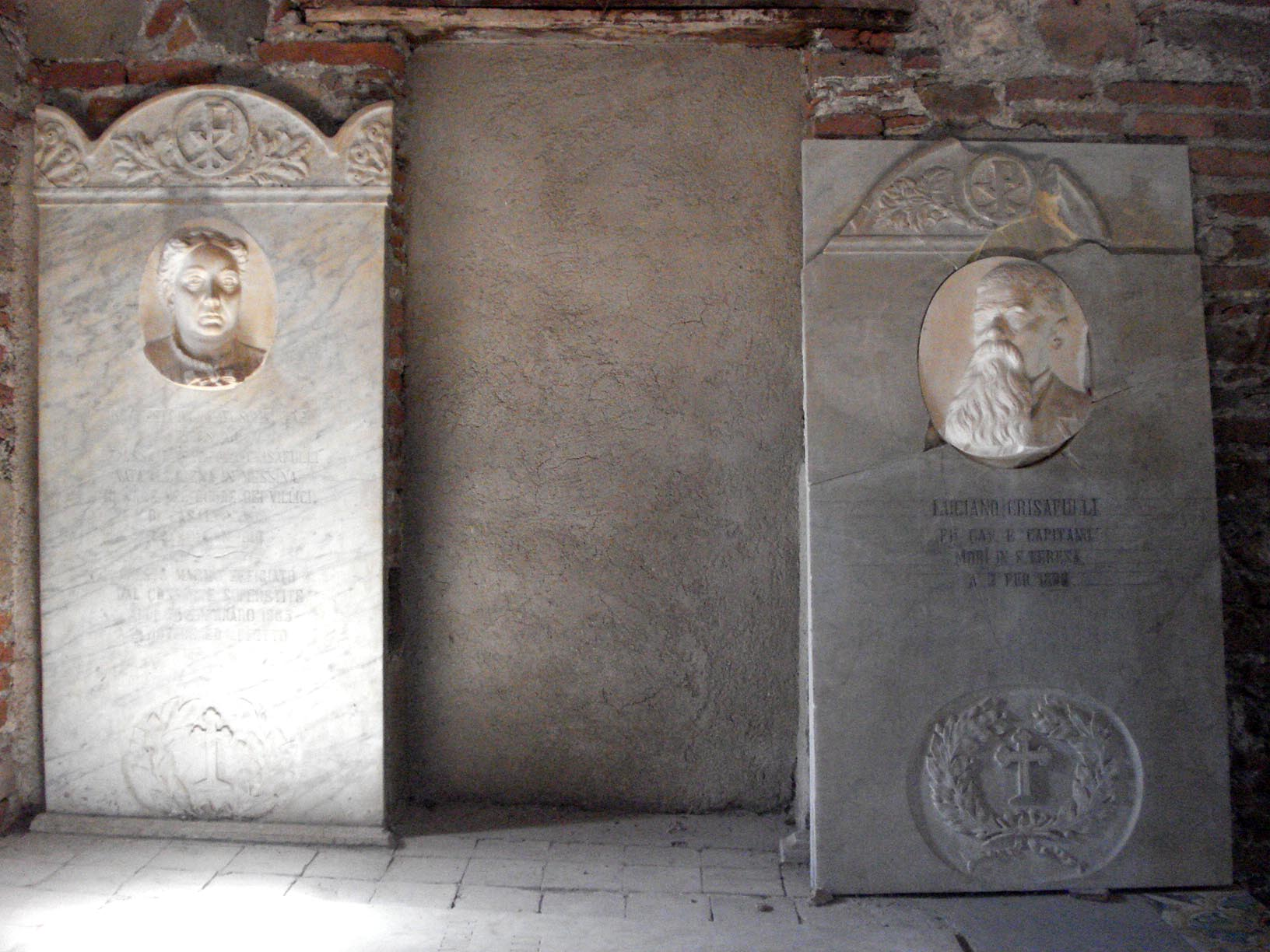
Надгробные плиты Лучано Кризафулли и его жены

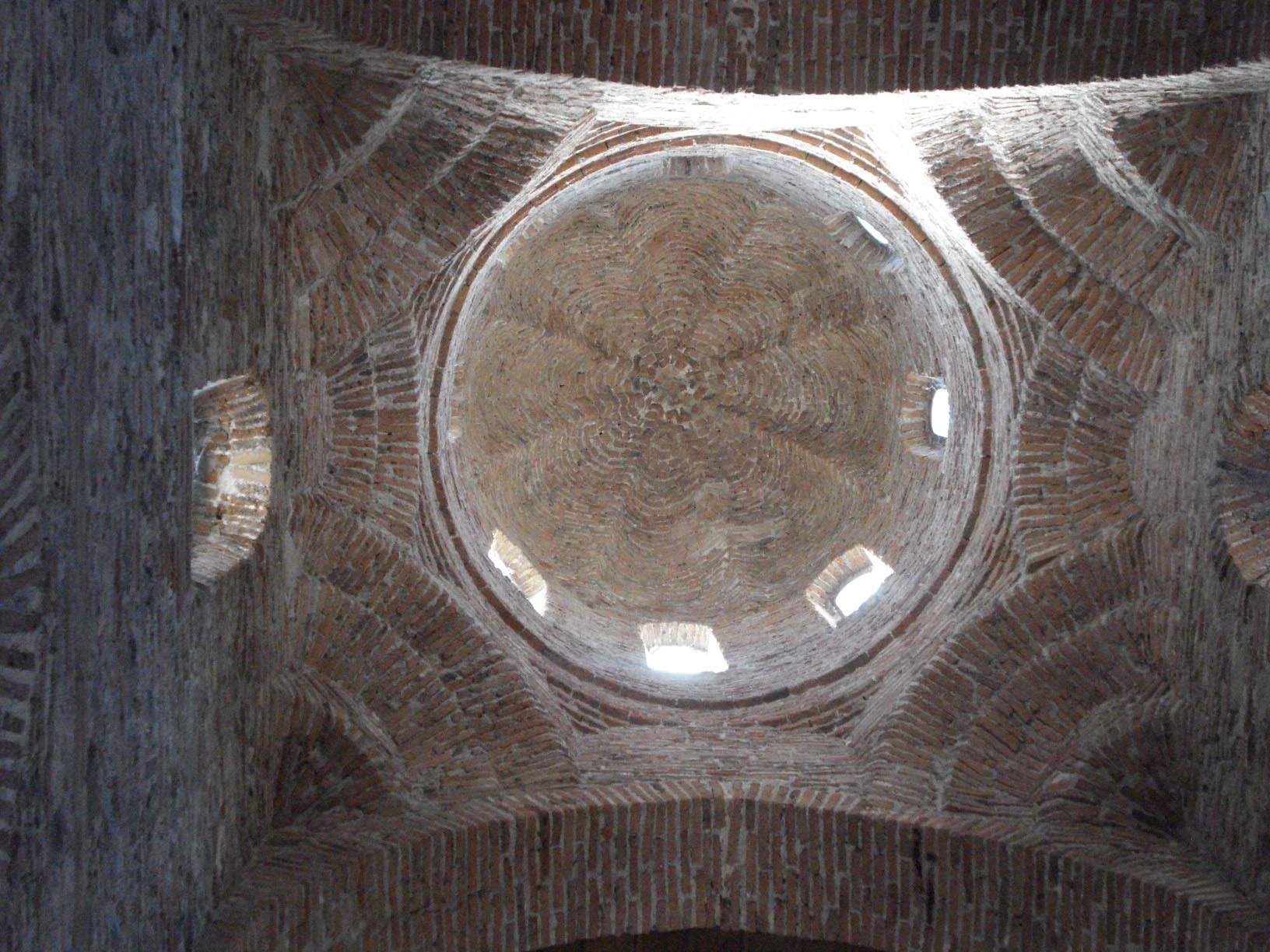
Главный купол с барабаном и парусами
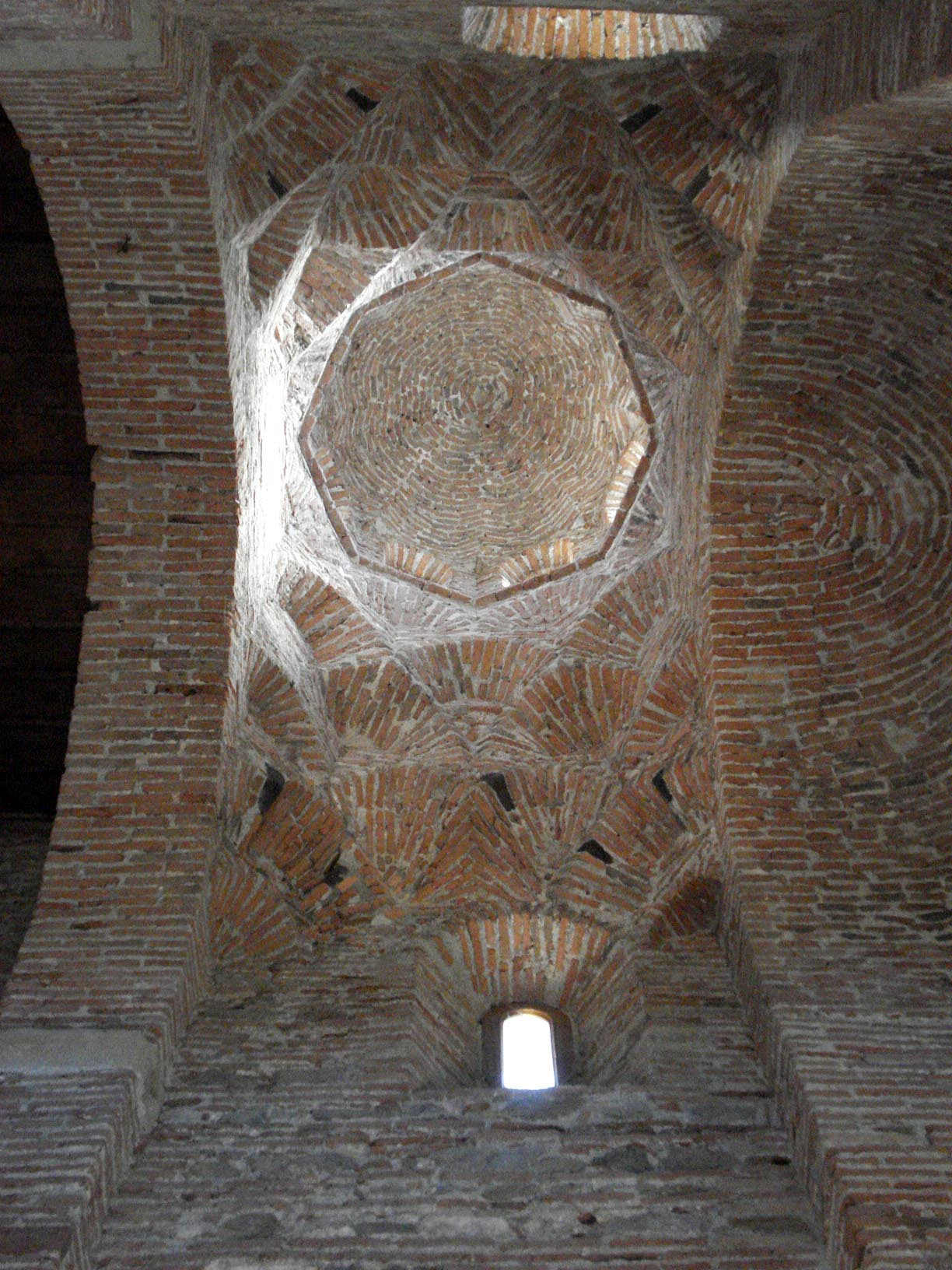
Второй купол
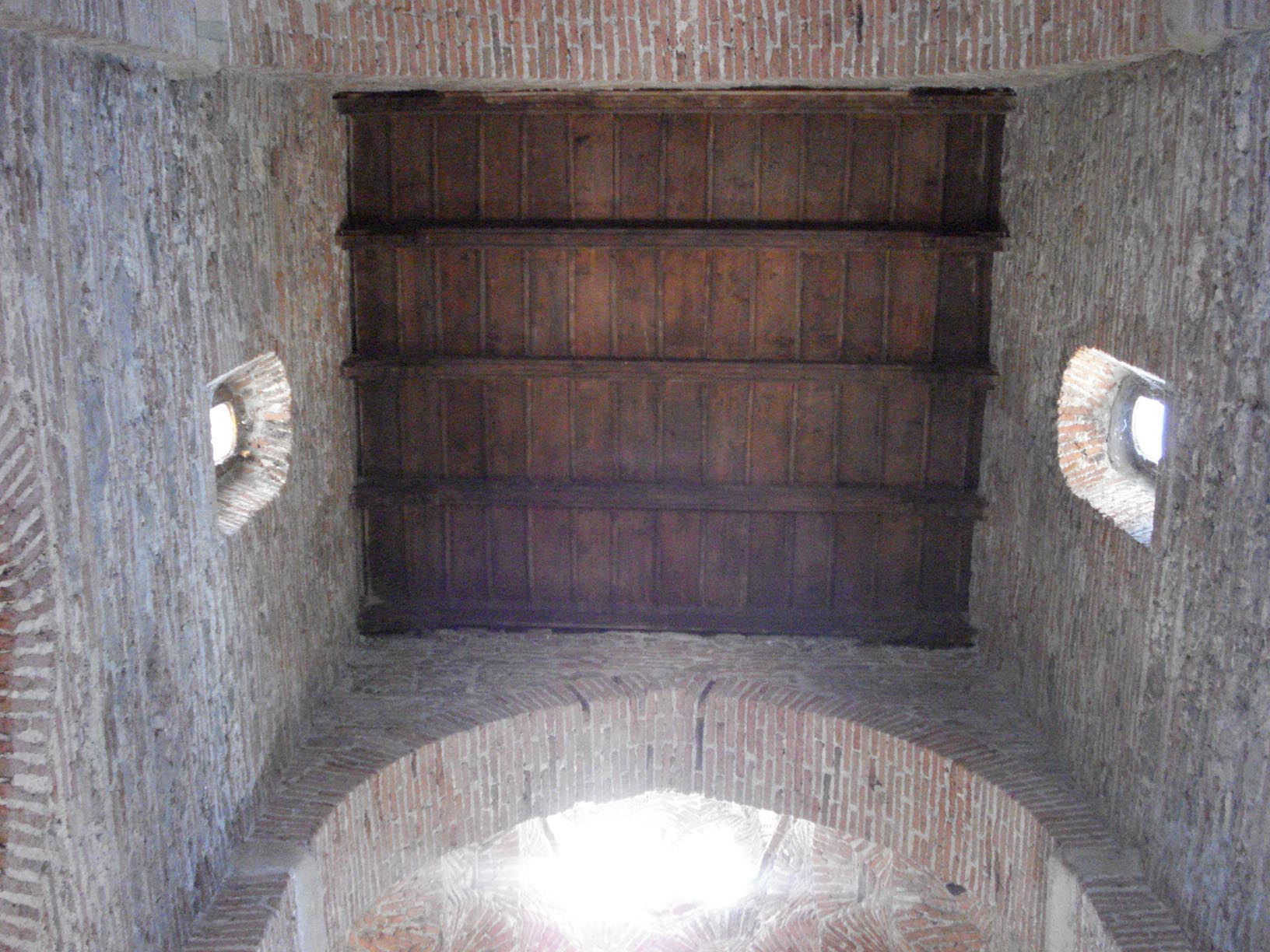
Несохранившийся купол